# US Open 1985 (Badminton)
Die US Open 1985 im Badminton fanden vom 14. bis zum 17. November 1985 im Manhattan Beach Badminton Club in Kalifornien statt. Es war die 24. Auflage der internationalen Meisterschaften der USA im Badminton.

## Sieger
| Disziplin    | Sieger                         |
| ------------ | ------------------------------ |
| Herreneinzel | Mike Butler                    |
| Dameneinzel  | Claire Sharpe                  |
| Herrendoppel | John Britton Gary Higgins      |
| Damendoppel  | Claire Sharpe Sandra Skillings |
| Mixed        | Mike Butler Claire Sharpe      |

## Finalresultate
| Disziplin    | Sieger                         | Finalist                     | Ergebnis         |
| ------------ | ------------------------------ | ---------------------------- | ---------------- |
| Herreneinzel | Mike Butler                    | Ken Poole                    | 15–2, 15–1       |
| Dameneinzel  | Claire Sharpe                  | Sandra Skillings             | 11–6, 8–11, 11–8 |
| Herrendoppel | John Britton Gary Higgins      | Jesper Helledie John Goss    | 15–12, 15–11     |
| Damendoppel  | Claire Sharpe Sandra Skillings | Hill Bailey                  | 15–5, 15–5       |
| Mixed        | Mike Butler Claire Sharpe      | Jesper Helledie Nancy Little | 15–9, 7–15, 15–4 |